# Niculae Cerveni
Niculae Cerveni (n. Bulumac, n. 19 martie 1926, Cervenia, Teleorman, România – d. 16 ianuarie 2004, București, România) a fost un senator român în legislatura 1996-2000 ales în Municipiul București pe listele partidului Convenției Democrate Române sau CDR pe scurt (mai precis din partea PNL-CD, partid pe care l-a și fondat inițial în anul 1992). Ulterior, Nicolae Cerveni a înființat Partidul Liberal Democrat Român (PLDR) din partea căruia a candidat la alegerile prezidențiale în anul 2000. 
Nicolae Cerveni a fost arestat la data de 6 decembrie 1949 pentru uneltire împotriva regimului comunist și a fost condamnat la 5 ani de închisoare. După Revoluția Română din 1989, mai precis la data de 23 ianuarie 1990, a fondat, împreună cu un grup de colegi de la Baroul București Partidul Socialist Liberal (PSL), a cărui denumire a stârnit pe atunci numeroase nedumeriri. La data de 18 decembrie 1990, PSL a intrat în alianță cu Partidul Național Liberal (PNL), iar Cerveni devenea vicepreședintele partidului condus atunci de Radu Câmpeanu. În 1992, Niculae Cerveni a fondat Partidul Național Liberal-Convenția Democratică (PNL-CD), mizând în continuare pe unitatea opoziției în fața Frontului Salvării Naționale (FSN). A candidat la funcția de președinte al României la alegerile generale din noiembrie 2000.